# Pheidole androsana
Pheidole androsana är en myrart som beskrevs av Wheeler 1905. Pheidole androsana ingår i släktet Pheidole och familjen myror.

## Underarter
Arten delas in i följande underarter:
- P. a. androsana
- P. a. bakeri